# La Comarca
|  | Aquest article tracta sobre un lloc imaginari descrit en una obra literària. Si cerqueu la comarca com a divisió territorial i administrativa , vegeu «comarca». |

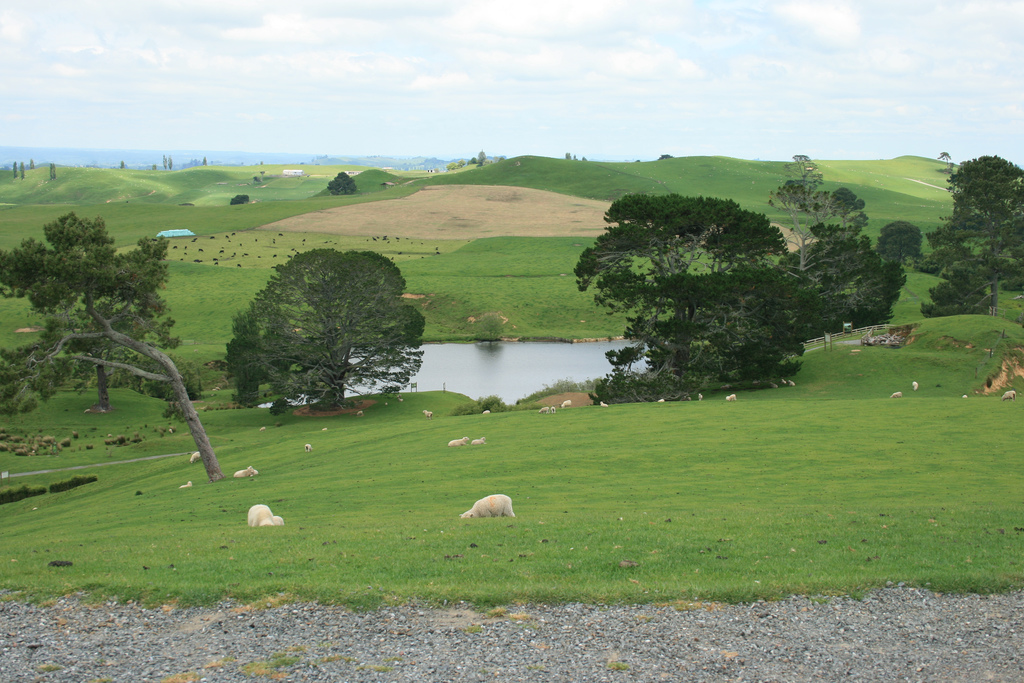
Matamata (Nova Zelanda), on es va gravar la Comarca per la trilogia cinematogràfica d'El Senyor dels Anells, de Peter Jackson.

La Comarca (The Shire en anglès) és una regió de la Terra Mitjana descrita a l'obra de ficció El Senyor dels Anells i en altres obres de J.R.R. Tolkien. La Comarca és una àrea poblada únicament per hòbbits, i oblidada completament en tots els afers del reialme. Està situada al nord-oest de la Terra Mitjana, a la immensa regió d'Èriador i el Reialme d'Àrnor. El seu nom en la llengua comuna, és Sûza "Comarca" o Sûzat "La Comarca". En sindarin és i Drann.

## Geografia
Segons en Tolkien, La Comarca fa 222 km des dels Turons Llunyans a l'oest fins al pont del Brandivín a l'est, i 278 km des de les parets del nord fins als aiguamolls del sud. Tolkien confirma aquestes dades en un assaig sobre com traduir el Senyor dels Anells, on descriu La Comarca com una àrea de 47.000 km².
El riu Brandivín (Baranduin) voreja La Comarca a l'est. Els hòbbits també viuen a Boqueria, a l'est del riu i a l'oest de la Bardissa que protegeix La Comarca de la invasió del Bosc Vell; tot i això, la Boqueria no va ser reconeguda formalment com a part de La Comarca fins després de la Guerra de l'Anell, quan el Rei Elèssar va atorgar-lo a La Comarca. Pel nord i per l'est, La Comarca no té cap frontera natural, però està força delimitada per velles carreteres al sud i a l'est, i per vagues trets geogràfics com els Turons de les Torres.
La Comarca estava, originàriament, dividida en quatre Quartons, anomenats del Nord, del Sud, de l'Est i de l'Oest. Aquests quartons, a la vegada, estan dividits en petites regions no oficials que porten els noms de les principals famílies: els Tucs vivien a Vilatuc, o a les seves proximitats, a la Tuqeria. En molts casos, el cognom dels hòbbits indica d'on era originària la seva família: el cognom de Samseny Gamgí deriva de Gamwich, d'on la seva família era originària. La Boqueria va ser anomenada pels Vellbocs (posteriorment Brandibocs).
La Comarca és una terra preciosa i fèrtil, estimada pels seus habitants. Els hòbbits tenien un sistema agrícola avançat, però no industrialitzat. A La Comarca s'hi podia trobar cereal, fruites, fusta i tabac.
La comarca a finals de la Tercera Edat gairebé no tenia "govern". Les antigues tradicions parlaven d'un rei de Fórnost, o Norburg, molt al nord de La Comarca, però no hi havia hagut rei durant gairebé mil anys, i les ruïnes de Norburg estan ben cobertes d'herba. Tot i això, seguien les lleis de l'antic rei, els Preceptes, justos i antics a la vegada. En realitat, La Comarca havia sigut, en els seus orígens, part del regne d'Arthedain, ja llavors al final dels seus anys, i el rei de Fórnost els havia concedit aquelles terres amb l'única condició de reconèixer la seva sobirania. Això succeïa l'any 1601 TE, que va ser comptat com l'any 1 del Comput o Cronologia de la Comarca.

## Història
La Comarca fou habitada pels hòbbits l'any 1601 de la Tercera Edat (Any 1 segons el Còmput o Cronologia de La Comarca). Els hòbbits, que originàriament vivien a la vall de l'Ànduin, van emmigrar cap a l'oest, creuant les perilloses Muntanyes Boiroses, i abans d'arribar a La Comarca van viure a Terrafosca i als regnes de Rhudaur i Cardolan, sorgits del desmembrament d'Àrnor. Es creu que originàriament els hòbbits van emmigrar per escapar dels problemes del Bosc Llobregós, i dels atacs dels orientalencs.
La Comarca formava part del regne d'Arthedain i, per tant, del d'Àrnor. Els hòbbits van obtindre el permís oficial del Rei Àrgeleb II a Fórnost per instal·lar-se en aquestes terres, del tot despoblades. Els hòbbits es van considerar ells mateixos vassalls del rei i van enviar tropes de suport a la gran batalla d'Àrnor contra Àngmar. Després de la caiguda d'Àrnor, La Comarca va romandre com un regne menor però independent, autogovernat. Els caps de cada família elegien un oficial, anomenat el Thain, per mantenir el poder del rei després de la caiguda del Regne del Nord. Els primers Thains pertanyien a la família Vellboc; més tard va passar als Tucs.
La mida petita, relativa falta d'importància, valentia i resistència dels hòbbits van fer d'ells un objectiu massa modest per ser conquerit. I més important encara, La Comarca va ser vigilada i protegida pels exploradors Dúnadan, qui vigilaven les fronteres i en mantenien allunyats els intrusos. Els únics estrangers que entraven a La Comarca eren el Nans, que viatjaven per la Gran Carretera que creuava La comarca cap a i des de les seves mines de les Muntanyes Blaves, i ocasionalment els Elfs, en el seu viatge cap a les Rades Grises.
Aquesta situació de pau i tranquil·litat va canviar després que, l'any 1341 segons el Còmput de La Comarca, Bilbo Saquet trobés l'Anell Únic. Poc després dels inicis dels fets explicats a El Senyor dels Anells (tardor de l'any 1418 segons el Còmput de la Comarca), La Comarca va rebre primer la visita dels Nou Espectres de l'Anell, i després va ser capturada per Sàruman, mitjançant el seu servent Lotho Vilabossot i de Saquet, que va convertir La Comarca en un estat policial i va començar una gran campanya d'industrialització, portant els hòbbits a la misèria i fent malbé la mateixa ecologia. La Comarca va ser alliberada amb l'ajuda de Frodo, Sam, Merry i Pippin amb la seva victòria a la Batalla de Voralaigua, finalitzant, així, la Guerra de l'Anell. Un cop coronat Àragorn com a Rei d'Àrnor i de Góndor, La Comarca va esdevenir una regió protegida dins el Regne Reunificat. Ell mateix va dictar un edicte on es prohibia l'entrada dels homes dins La Comarca (ni tan sols el Rei podia entrar-hi). La Comarca es va recuperar gràcies a la terra de Lothlórien, que Galàdriel va donar a Sam. L'any 1420 és considerat pels habitant de La Comarca com l'any més productiu i pròsper.

## Govern
La Comarca és una societat voluntàriament d'ordre. Les úniques oficines del govern són el servei postal i la policia, els comarcalers, l'obligació dels quals és cuidar del bestiar. Els oficials nominals de La Comarca són el Batlle de Miquel Escarball als Turons Blancs (per extensió considerat el Batlle de La Comarca); el Thain de Vilatuc, el cap de la important família Tuc; i el Senyor de la Boqueria a Can Brandi. El poder del Thain pot ser comparat al que tenen els Almiralls de Góndor, tot i que en una àrea més petita, on ell governa substituint al Rei. El Thain també actua com a cap de l'assemblea comarcal, i com a capità del reclutament comarcal i de l'exèrcit dels hòbbits; tot i que aquests càrrecs només són necessaris en emergències, que passen molt rarament, per la qual cosa el paper del Thain ha esdevingut una posició únicament cerimonial. Les obligacions del Batlle són treballar com a cap del servei postal, dirigir el cos dels comarcalers, i mantenir la justícia. Els hòbbits de La Comarca han d'obeir les normes, però no hi ha cap necessitat d'obligar-los-hi: tots els hòbbits les obeeixen perquè són justes i antigues. Existien advocats a la societat Hòbbit, que només treballaven amb testaments. Frodo va adonar-se que no se sabia que cap hòbbit hagués provat d'assassinar-ne un altre (ni els Elfs poden dir el mateix de la seva raça).

## Influències d'en Tolkien
La industrialització de La Comarca està basada en el testimoni del mateix Tolkien de l'extensió de la Revolució Industrial al món rural de Warwickshire durant la seva joventut, i sobretot per les conseqüències nefastes que va comportar. La rebel·lió dels hòbbits i la restauració de La Comarca preindustrial es pot interpretar com una prescripció de voluntària simplicitat com a remei pels problemes de la societat moderna.
Als mapes del Tolkien, La Comarca està localitzada a la mateix posició que Anglaterra als mapes Europeus moderns. La Comarca pot ser considerada com una illa perquè no es veu afectada per l'entorn ni els seus problemes. Per tot els llibres, Tolkien deixa anar nombrosos punts de semblança entre Anglaterra i La Comarca, com el clima, l'agricultura i el dialecte.